# او. توروالد
او.توروالد (به انگلیسی: O.Torvald) گروه موسیقی اوکراینی است.
آن ها در مسابقه آواز یوروویژن ۲۰۱۷ نماینده اوکراین بودند .